# Папафлоратос, Стелиос
Стелиос Папафлоратос (греч. Στέλιος Παπαφλωράτος; род. 27 января 1954, Греция) — греческий футболист, игравший на позиции вратаря. В настоящее время является успешным бизнесменом и руководит компанией по производству техники.

## Клубная карьера
Стелиос начал свою профессиональную карьеру в «Арисе» в 1972 году и оставался там до 1982 года, когда завершил карьеру футболиста. С клубом из Салоников он не завоевал трофеев, но почти всю свою карьеру был игроком основного состава. В своём втором сезоне (1973/1974) Папафлоратос сыграв в 22 матчах чемпионата, помог клубу занять 3-ье место и спустя 4 года попасть в еврокубки, где в первом раунде Кубка УЕФА уступили австрнйскому «Рапиду». Вплоть до конца его карьеры клуб финишировал в первой половине таблице.

## Карьера за сборную
Дебют за национальную сборную Греции состоялся 1 апреля 1975 года в победном товарищеском матче против сборной Кипра (2:1), заменив в перерыве Гиоргиоса Сидиропулоса. Был включён в состав на чемпионат Европы 1980 в Италии, где все 3 матча групповой стадии провёл на скамейке запасных. Всего Папафлоратос сыграл за сборную 2 матча.